# Barsanufio di Optina
Barsanufio (in russo Варсонофий, Varsanofij, nato Павел Иванович Плиханков, Pavel Ivanovič Plichankov) (Samara, 5 luglio 1845 – Kolomna, 1º aprile 1913) è stato un religioso russo.
È venerato come santo dalla Chiesa ortodossa, che lo commemora il giorno della sua morte.

## Biografia
Pavel nacque a Samara da Ivan e Natalia Pihankov: Natalia morì durante il parto e il padre si risposò poco dopo, così che suo figlio avesse una madre; sebbene fosse molto severa, tra Pavel e la sua matrigna c'era un buon rapporto.
In quanto discendente dei Cosacchi di Orenburg, venne arruolato nel corpo cadetti di Polack, e seguì i suoi studi presso una scuola militare ad Orenburg prima e a San Pietroburgo poi; servì nei quartier generale del distretto militare di Kazan', raggiungendo il grado di colonnello. Un giorno del 1889 in cui era gravemente ammalato di polmonite, dopo essersi fatto leggere alcuni brani del Vangelo, perse conoscenza ed ebbe una visione in cui il paradiso si apriva e tutta la sua vita gli veniva mostrata: pervaso dal rimorso, una voce gli disse di andare al monastero di Optina. Ripresosi dalla malattia, si recò al monastero il 10 agosto, dove incontrò l'anziano, Ambrogio. In un altro incontro con Ambrogio due anni dopo, Pavel decise che entro tre mesi sarebbe entrato a Optina come monaco: la sua scelta incontrò il contrasto, quando non la derisione, dei suoi conoscenti - per farlo rinunciare, arrivarono ad offrirgli una promozione a generale e a cercare di organizzare un matrimonio. L'unica persona ad approvare le sue intenzioni fu la sua matrigna.

### Vita religiosa

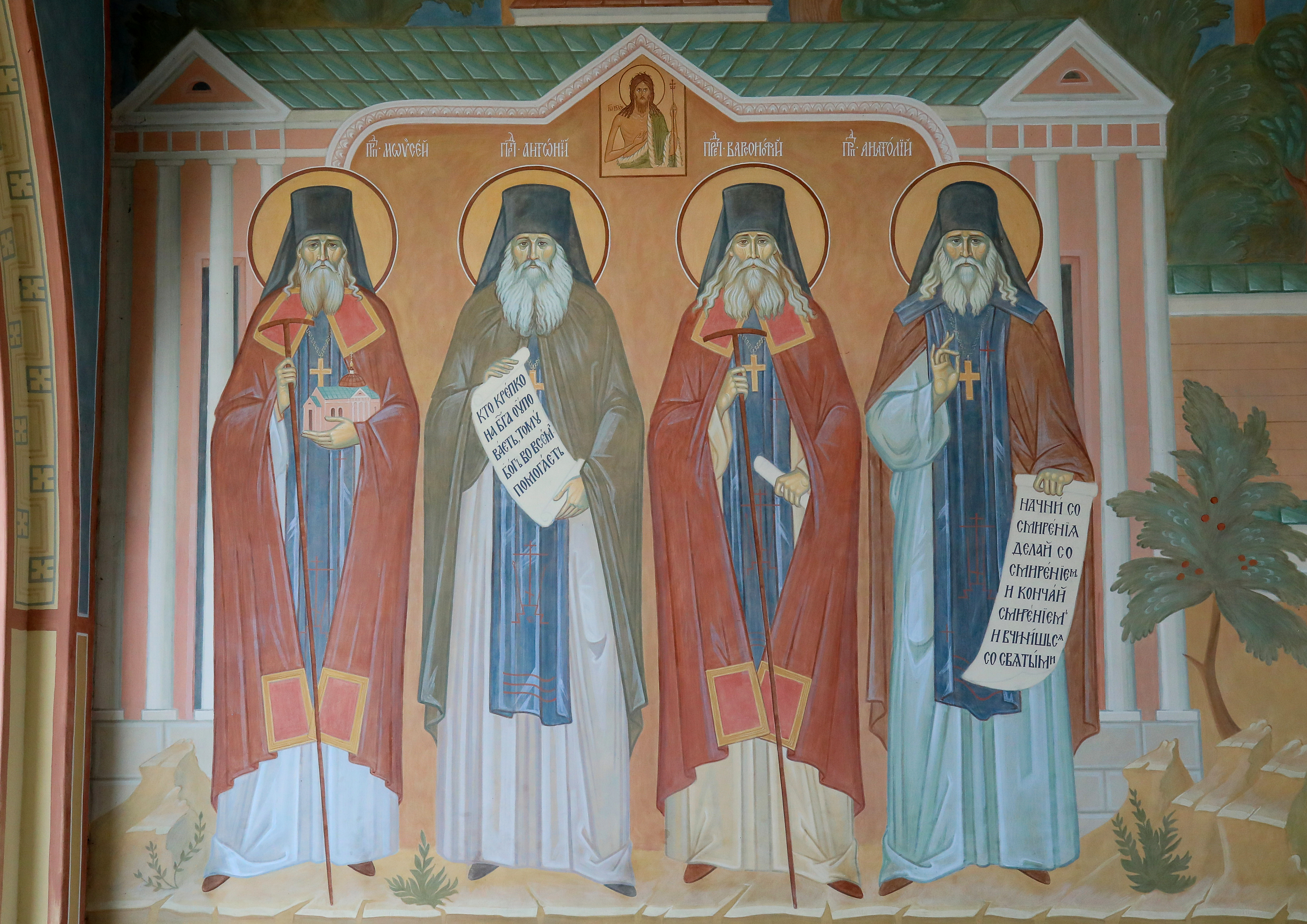
Barsanufio (terzo da sinistra), dipinto nell'ingresso meridionale del monastero di Optina

Pavel raggiunse Optina all'esatto scadere dei tre mesi, e trovò che Ambrogio era morto da poco. Il suo successore, Anatolij, assegnò a Pavel il compito di assistente dello ieromonaco Nektarij. Iniziò ufficialmente il noviziato il 10 febbraio 1892 e fu ordinato rassoforo l'anno seguente. Essendosi gravemente ammalato nel dicembre del 1900, gli venne concessa la tonsura in segreto: Pavel delegò la scelta del nome religioso ai suoi confratelli (a lui non importava quale fosse), ed essi scelsero Barsanufio, in onore di san Barsanufio di Tver' e Kazan'. La tonsura venne rivelata, con conseguente conferimento della mantija, solo nel 1902. In quello stesso anno venne ordinato ierodiacono, e il successivo ieromonaco.
Durante la guerra russo-giapponese servì come cappellano militare nell'est del paese. Venne successivamente nominato superiore dello skita, sostituendo fratello Iosif. Viene riportato che Barsanufio avesse il potere di guarire ferite sia fisiche che spirituali, e possedesse il dono dalla chiaroveggenza.
Nel 1908 la sua salute si fece più fragile, e si ammalava frequentemente. Nell'aprile di quell'anno ricevette la Grande Schema.

### Ultimi anni
Dopo il 1910 le sue condizioni migliorarono; al monastero giunsero monaci proveniente da ambienti più "rilassati", i quali, non comprendendo le ragioni dell'ascetismo di Optima né la struttura gerarchica basata sull'anzianità, cominciarono a protestare. Barsanufio venne così allontanato da Optina e inviato come egumeno al monastero di Golutvin (Kolomna), che risollevò da una situazione di declino fisico, economico e spirituale. All'inizio del 1913, Barsanufio si ammalò nuovamente e fece richiesta al metropolita di Mosca Macario II di poter tornare a morire ad Optina, tuttavia si spense il 1º aprile mentre era ancora a Golutvin. Il funerale venne celebrato il 6 aprile, e la sua salma venne portata con il treno fino ad Optina, dove venne sepolto.

## Culto
Il 13 giugno 1996 il patriarcato di Mosca autorizzò la venerazione locale degli Anziani di Optina, che vennero confermati come santi il 7 agosto 2000.
Le reliquie di Barsanufio, insieme con quelle di altri anziani, sono custodite nella Cattedrale dell'icona della Madre di Dio di Vladimir.